# Bettina Kähler
Bettina Kähler (* 1965 in Neumünster) ist eine Hamburger Politikerin der Grün-Alternativen Liste (GAL), ehemaliges Mitglied der Hamburgischen Bürgerschaft und Unternehmerin.

## Leben
Bettina Kähler absolvierte ein Studium der Rechtswissenschaften und ein Referendariat  in Hamburg. Sie erhielt 1997 die Zulassung als Rechtsanwältin.
Sie ist seit 1. November 2003 Geschäftsführerin der Datenschutzfirma PrivCom. Sie übernahm die Leitung und führt das Unternehmen, nachdem Peter Schaar zum Bundesdatenschutzbeauftragten berufen wurde.

## Politik
Sie ist seit 1987 Mitglied der Grün-Alternativen Liste (GAL). Sie war von 1993 bis 1996 Mitglied des Landesvorstandes-Hamburg der GAL.
Für ihre Partei war sie Mitglied der Hamburgischen Bürgerschaft in der 16. Wahlperiode von 1997 bis 2001. Für ihre Fraktion saß sie im Rechtsausschuss und im Verfassungsausschuss.